# Lendvai vár
A lendvai vár a muravidéki város felett magasodó szőlőhegy, a Lendva-hegy oldalában épült a középkorban, a stratégiailag fontos Zágráb-Körmend és Regede-Muraszombat-Kanizsa utak kereszteződésénél. A vár Lendva városának egyik kiemelkedő építészeti és turisztikai látványossága, kulturális intézménye.

## Története
A 12. század második felétől a német lovagi származású Hahót-Buzád nemzetség Zala vármegyei birtokain 19 erődítmény mutatható ki, amelyek között szerepel a lendvai vár is. A helyszínen eddig végzett kisebb régészeti kutatások azonban azt mutatták, hogy az erődítmény már ezt megelőzően is létezett. A középkori (Alsó)Lendváról a legrégibb ismert írásos forrás egy oklevél 1192-ből, amely (Alsó)Lendva helységnek a Hahót (Hahold) család tulajdonába kerüléséről tanúskodik. A vár és település a 13. század első felében a Hahót-Buzád nemzetség alsólendvai ágának birtokközpontjává vált. A 13. század folyamán, a tatárjárás, valamint II. Ottokár cseh király ostromai után I. Alsólendvai Istvánnak (I. Hahót István) teljesen fel kellett az épületet újítani. 1272-ből vannak írásos források arra, hogy a Hahót nembeli Hahót magát Lendva urának, („dominus de Lindau”) nevezi.
A Hahót nemzetség, a későbbi alsólendvai Bánffy család csaknem három évszázadig a legtekintélyesebb magyarországi főúri családok között szerepelt. A család tagjai többször viselték a Szlavónia és Horvátország bánja, Zala vármegye főispánja, a királyi pohárnokmester, asztalnokmester, ajtónállómester, főlovászmester, tárnokmester és/vagy országbíró címet. A legmagasabb méltóságot a családból VI. Bánffy János érte el, akit Szapolyai János, magyar király nádorrá nevezett ki. A középkori Lendva fejlődésére a Bánffy család nagy hatással volt. I. Lajos magyar király 1366-ban Szent Simon és Judás napjára, azaz október 28-ra vásárjogot adományozott Alsólendvának, mégpedig ugyanazon jogokkal és jelleggel, mint például Buda városának. Alsólendvát 1378-tól rendszeresen oppidiumként, azaz mezővárosként tartották számon. Az 1389-es birtokmegosztásban a város civitasként is szerepel.
A 15. században VI. Bánffy Miklós, aki Mátyás király lelkes híve volt, 1477-ben örökös grófi címet is kapott. A király 1474-ben őt küldte el Nápolyba leendő feleségéért, Beatrixért. A nápolyi királykisasszony és kísérete, amelynek tagja volt a király édesanya, Szilágyi Erzsébet is, 1474. november 24-én az alsólendvai várban szállt meg. Később, 1480. augusztus 28-án maga Mátyás király is járt itt.
A Bánffyak a reformáció idején áttértek a protestáns hitre. A városban 1573-ban nyomdát hoztak létre, ami a magyar protestantizmus fontos intézménye lett. Hoffhalter Rudolf műhelyéből több fontos kiadvány, köztük Kultsár György prédikátor három ismert magyar nyelvű könyve került ki.
A mohácsi csata, valamint Szigetvár és (Nagy)Kanizsa elfoglalása után Alsólendva környékét is veszélyeztette a török.A 16. század végén és a 17. század elején a törökök rendszeresen támadták a várost és a várat. A legnagyobb erejű támadás az 1603-as török ostrom lehetett. A várat 800 katona védte 12 ágyúval. A váron kívül 500 lovas és gyalogos várta a támadókat. Egy külső erődítményben 80 fegyveres állomásozott. A védekezés sikeres volt, az alsólendvai vár soha nem került török kézre. 
1645-ben férfiágon kihalt a Bánffy család, a lendvai uradalmat nőági leszármazás révén a Nádasdy család örökölte. Amikor Nádasdy Ferencet a Wesselényi-összeesküvésben való részvételért 1671-ben kivégezték, a lendvai vár és birtok a koronára szállt.
Néhány év múlva Esterházy Pál nádor kapta meg a várat. Az Esterházy család építtette át azt a 18. század elején mai formájára, barokk stílusban, mégpedig – Dervarics Kálmán 19. századi helytörténész szerint – az I. Lipót iránti hálából „L” alakban.
A várban 1872-től 1896-ig iskola is működött. Az épületet a jugoszláv hadsereg a két háború közötti időszakban laktanyának használta, majd a második világháború után ismét általános iskola működött benne. Az erődítmény külső falait 1947-ben bontották le. 
1972 óta működik a várban a Lendvai Galéria és Múzeum kétnyelvű intézménye.

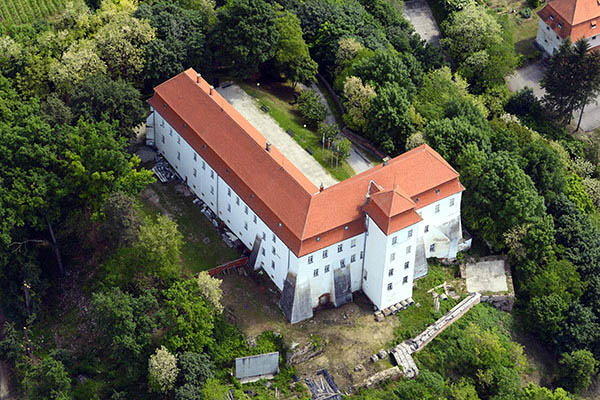
Az L alakú épület légifotón
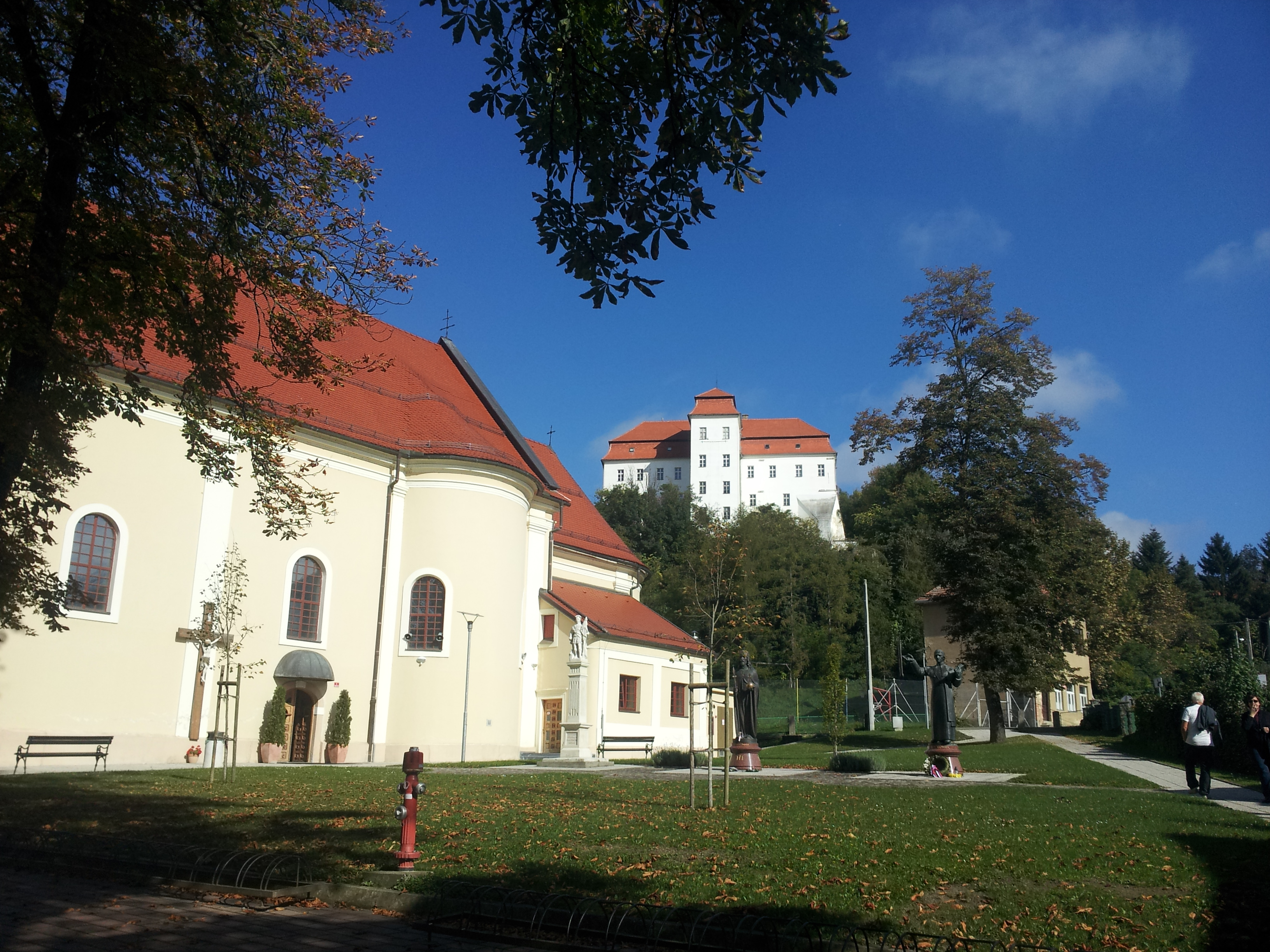
A vár a városból
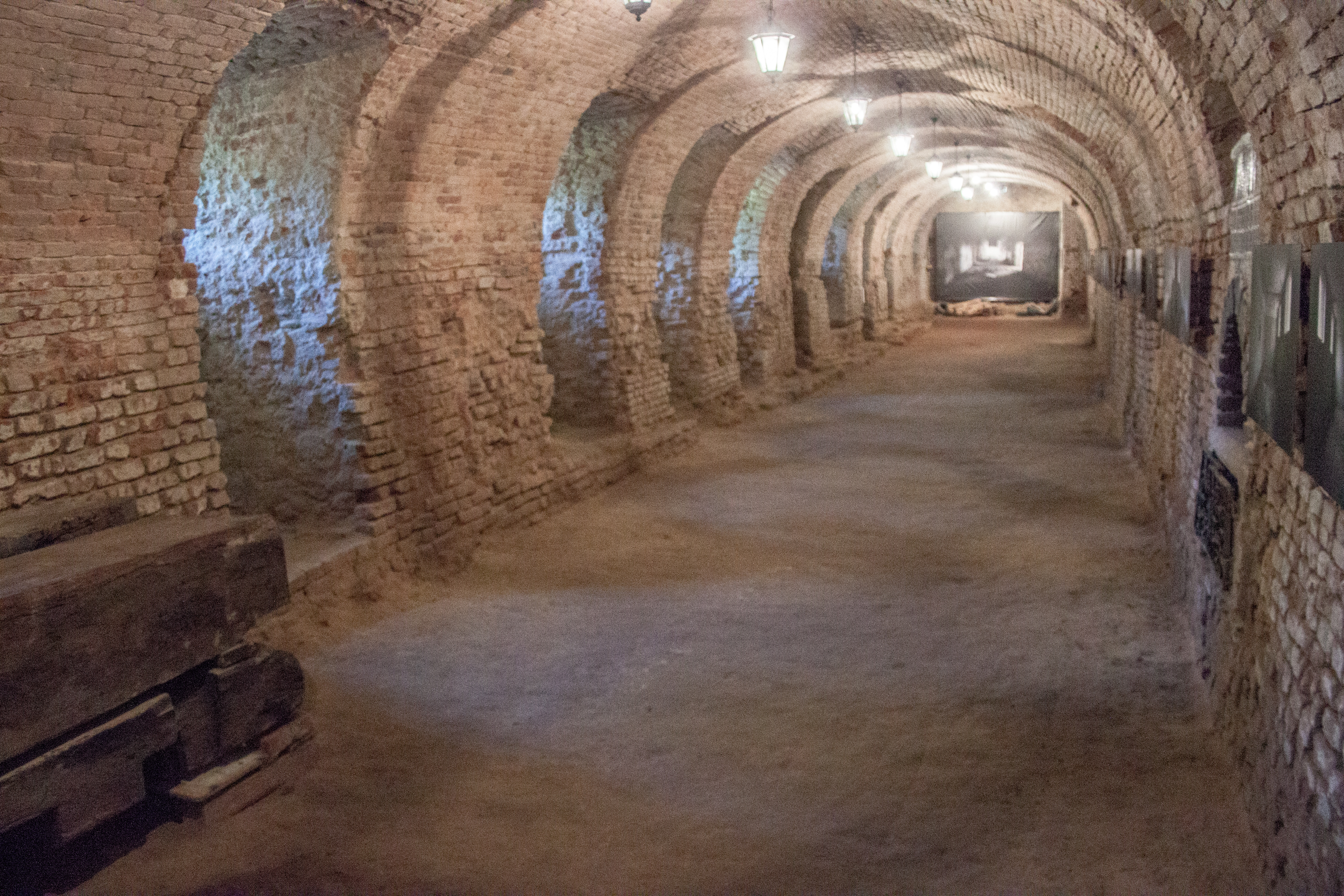
Kiállítóhely a vár pincéjében
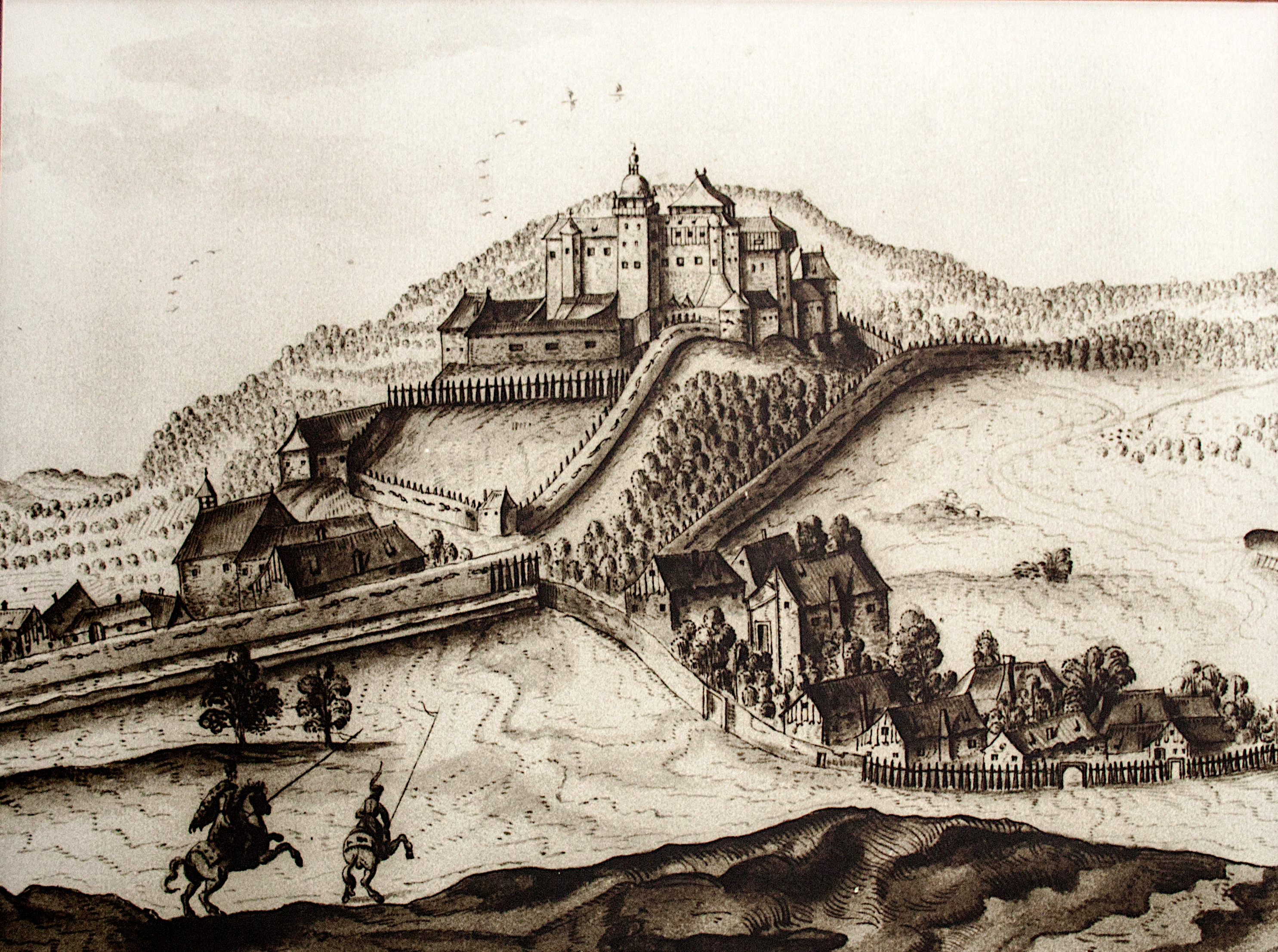
Alsólendva látképe Montecuccoli hagyatékából
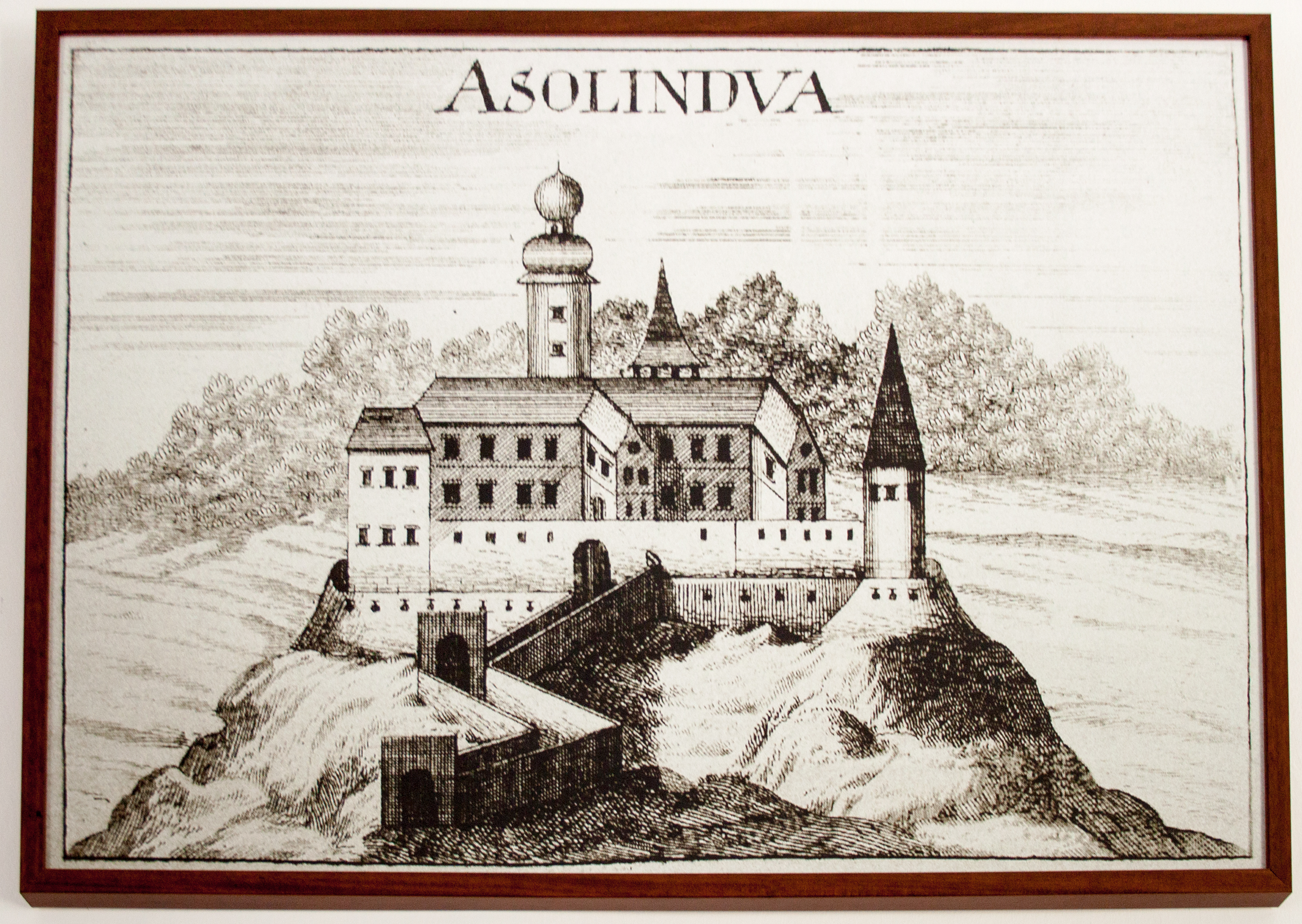
Alsólendva, metszet a 17. századból